# Prometheus: The Discipline of Fire & Demise
Prometheus: The Discipline of Fire & Demise è il quarto album della band Emperor, ultimo prima del loro scioglimento nel 2001. È ritenuto il più complesso e particolare della loro discografia. Fu realizzato un videoclip per la traccia "Empty".

## Tracce
1. The Eruption – 6:28
2. Depraved – 6:32
3. Empty – 4:16
4. The Prophet – 5:41
5. The Tongue of Fire – 7:10
6. In the Wordless Chamber – 5:12
7. Grey – 5:05
8. He Who Sought the Fire – 5:28
9. Thorns on My Grave – 5:55

## Formazione
- Ihsahn - voce, chitarre, sintetizzatore, basso
- Samoth - chitarre
- Trym - batteria, percussioni